# Karoline von Günderrode
Caroline o Karoline Friederike Louise Maxiimiliane von Günderrode, que usó el pseudónimo de Tian (Karlsruhe, 11 de febrero de 1780 - Winkel, 26 de julio de 1806) fue una poeta alemana del Romanticismo.

## Biografía
Su padre era Hector Wilhelm von Günderrode, un consejero áulico y escritor que ella perdió a la edad de seis años. Su madre, Louise Sophie Victorie Auguste Henriette Friedrike von Günderrode (1759–1797), se estableció con sus cinco hijas y un hijo en Hanau, y allí falleció ella también dejándolos huérfanos, y murieron además tres de sus hermanas. Así pues, aunque de familia adinerada, (perteneciente a la Geschlechter von Alten-Limpurg o "Sociedad de Linajes de Alten Limpurg" de Frankfurt, que monopolizaba los cargos públicos de la ciudad) se quedó huérfana de ambos padres y fue educada por preceptores padeciendo grandes miserias afectivas; desde los 17 años vivió en la fundación Cronstetten-Hynsperg, una residencia evangélica de señoritas pobres casaderas de Frankfurt destinada por la Geschlechter von Alten-Limpurg a las damas del patriciado empobrecido de la ciudad, monotonía que solo alteraba alguna que otra visita ocasional. Allí tuvo el cargo de "canóniga del noble capítulo" de esta institución y estudió filosofía, historia, literatura y mitología. Como Hölderlin y otros románticos, fue una entusiasta de las ideas de la Revolución francesa. De ahí y de su propia vida nacen los grandes temas de su obra: la libertad y la esclavitud, la vida y la muerte.

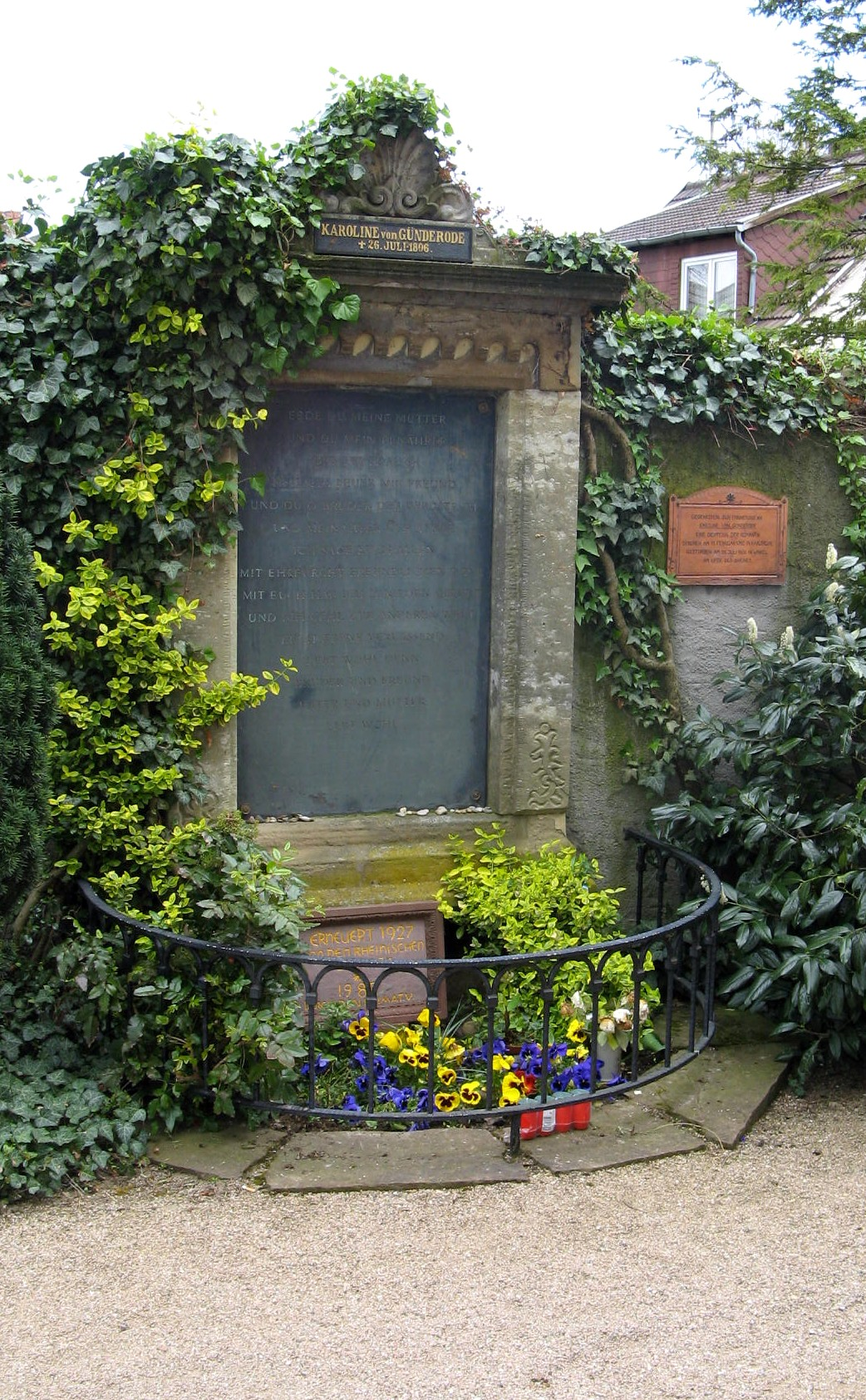
La tumba siempre con flores de Karoline von Günderode en Winkel (Rhin).

Su primer amor, a los diecisiete años, fue Friedrich Karl von Savigny (1779-1861), entonces estudiante y que andando el tiempo llegaría a ser un importante historiador del Derecho; él introdujo a Caroline en el círculo de los románticos. Por entonces la joven dama escribía sus primeros poemas secretamente. Cuando tenía ya 24 años publicó ya algunos bajo el pseudónimo de Tian: Gedichte und Phantasien, ("Poemas y fantasías"). Goethe le escribió que consideraba esta plaquette como una obra verdaderamente rara. Clemens Brentano, hermano de su amiga Bettina Brentano, declaró igualmente su admiración y se maravilló de que pudiera haber escondido su talento poético. Pero, a pesar de que Brentano llegó a ser célebre, la obra de Caroline de Günderrode quedó oculta en la sombra de su monótona vida. 
Tras una excursión a la abadía de Neuburg, cerca de Heidelberg (1804), Caroline conoció al filólogo y mitólogo Georg Friedrich Creuzer (1771-1853) y a su mujer, que era trece años mayor que él. Georg Friedrich Creuzer y Caroline se enamoraron y prometieron amarse hasta la muerte. La mujer de Creutzer era la viuda de un exprofesor del filólogo y se especulaba que fue un matrimonio de conveniencia por su difícil situación económica, fuera de que el enlace le permitía entrar en el férreo círculo social universitario de Heidelberg. Los amantes tuvieron que escribirse en griego para evitar que la esposa de Creuzer se enterara de sus planes: Günderrode propuso a Creuzer huir con ella a Alejandría o a Rusia, pero él no aceptó, tal vez por miedo a perder su cátedra en Heidelberg. Caroline escribió a su confidente el teólogo Daub una de las más bellas confesiones de amor de la literatura alemana, donde ella expresaba que sería incapaz de soportar la pérdida de su amor por Creuzer. Pero el 26 de julio de 1806 Creuzer se reconcilió con su esposa e hizo anunciar a Caroline, no personalmente, sino teniendo por intermediario al mismo pastor Daub, la ruptura de su relación.
Desesperada, Caroline se fue a Winkel, escribió su último poema, dedicado a Creuzer: "Amor en todas partes" y, a las riberas del Rin, atravesó su propio corazón con un estilete de mango de plata. Al día siguiente descubrieron su cadáver flotando en el agua con un vestido rojo y una toalla llena de piedras. Solo tenía veintiséis años.
No fue enterrada en tierra sagrada, como correspondía entonces a los suicidas. En su túmulo se inscribieron los versos escogidos por ella del poema de Herder Stimmer der Völker. Creuzer, un erudito renombrado en toda Europa, hizo todo cuanto le fue posible para evitar que se publicase su obra póstuma, Meleté (Μελετή), una mixtura de verso y prosa donde aparecía bajo el nombre de Eusebio; solo cien años después de la muerte de la poetisa pudo publicarse este libro, en 1906.

## Karoline von Günderrode en la literatura
La amistad de Karoline con Bettina Brentano dio lugar a la novela epistolar de esta última Die Günderrode (1840), aparecida treinta años después del suicidio de la protagonista, inspirada en las cartas que se intercambiaron; Karoline hacía en cierto modo de preceptora y orientadora de Bettina, animándola, por ejemplo, al estudio de la historia. Karoline von Günderrode y el poeta Heinrich von Kleist son los personajes centrales de Kein Ort. Nirgends, una novela que Christa Wolf publicó en 1979. Narra un encuentro ficticio entre von Günderrode y von Kleist en el que los dos escapan de la cháchara vacía de una fiesta de té por dar un paseo más largo. Von Kleist también concluyó su vida con un suicidio. El novelista español Javier García Sánchez publicó en 1986  Última carta de amor de Carolina von Günderrode a Bettina Brentano.

## Karoline von Günderrode en la música
El compositor alemán Wolfgang Rihm estrenó en 1991 Das Rot (El Rojo), su ciclo de seis canciones con textos de Karoline von Günderrode para soprano o tenor y piano (1990).

## Obras
- Poemas y fantasías (Gedichte und Phantasien, 1804); bajo el pseudónimo "Tian"
- Fragmentos poéticos (Poetische Fragmente, 1805)
- Udohla (1805), drama.
- Magia y hado (Magie und Schicksal, 1805)
- Historia de un Brahmán (Geschichte eines Braminen, 1805); bajo el pseudónimo "Tian"
- Nikator (1806); bajo el pseudónimo "Tian"
- Der Juengling der das Schoenste sucht, 1806.
- Meleté (1806, publicado póstumo en 1906)